# CO-0.40-0.22
CO-0,40-0,22 là một tinh vân khí nhỏ gọn tốc độ cao gần trung tâm dải Ngân hà. Đó là 200 năm ánh sáng từ trung tâm trong khu vực phân tử trung tâm. tinh vân có dạng hình elip. Sự khác biệt về vận tốc, được gọi là sự phân tán vận tốc, của khí cao bất thường ở mức 100   km / s. Sự phân tán vận tốc có thể là do một lỗ đen khối lượng trung bình (IMBH) có khối lượng khoảng 100.000 khối lượng mặt trời. Nếu nó tồn tại, lỗ đen này sẽ là lỗ đen lớn thứ hai được biết đến trong Dải Ngân hà. Các quan sát của Atacama Large Millimeter/submillimeter Array cho thấy tinh vân không có lỗ đen siêu khối lượng.
Tinh vân phân tử có khối lượng 4.000 khối lượng mặt trời. Nó nằm ở kinh độ −0,40 ° và vĩ độ −220,22 °. Tinh vân cách Sgr C 0,2 ° về phía đông nam thiên hà. Khí đang di chuyển ra khỏi Trái đất với tốc độ từ 20 đến 120   km / s. Các vạch phổ của carbon monoxide tiết lộ rằng khí này đậm đặc, ấm áp và khá đục.
Tinh vân khí bao gồm các phân tử carbon monoxit và hydro cyanide. Các phân tử khác được phát hiện qua quang phổ vi sóng bao gồm cyanoacetylene, cyclopropenylidene, methanol, silicon monoxide, lưu huỳnh monoxit, carbon monosulfide, Thioformaldehyd, Hydrogen isocyanide, Formamide và ion H 2 N + và HCO +.
Tên theo sau tiền lệ được đặt bởi CO-0,02-0,02, là một tinh vân nhỏ vận tốc cao khác trong vùng phân tử trung tâm. Một ví dụ khác về quy ước đặt tên này là CO–0.30–0.07.